# قشلاق خان غلدي حاج احمد (مقاطعة بيله سوار)
قشلاق خان غلدي حاج احمد (بالفارسية: قشلاق خان گلدی حاج احمد) هي منطقة سكنية تقع في إيران في أردبيل. يقدر عدد سكانها بـ 21 نسمة .